# Von Baden
Von Baden er et aarhusiansk gruppeteater uden fast scene.
Von Baden arbejder med et scenisk udtryk, der kombinerer filmens realistiske spille- og fortællestil med teatrets intimitet og nærvær. Gruppen har bl.a. opført dramatik af David Mamet (US), Sam Shepard (US), Romuald Karmakar (DE), Stephen Adly Guirguis (US), Anthony Neilson (UK), Lars Husum (DK), Henrik Vestergaard (DK) og Frederik Meldal Nørgaard (DK).
Von Badens faste ensemble består af instruktøren Morten Lundgaard og skuespillerne Frederik Meldal Nørgaard, Henrik Vestergaard og Anders Brink Madsen. Derudover har ensemblet til enkelte forestillinger været udvidet med bl.a. Ole Thestrup, Laura Christensen, Claus Bue, Kett Lützhøft Jensen, Mette Mai Langer, Mikkel Bay Mortensen,
Chadi Abdul-Karim, Thomas Biehl og Uffe Kristensen. Von Baden blev grundlagt af Henrik Vestergaard, Morten Lundgaard og Frederik Meldal Nørgaard i 2001. De tre udgør i dag i fællesskab teatrets ledelse.
I perioden 2007-2009 var Von Baden Artists in Residence på teatret Svalegangen i Aarhus.

## Produktioner
- Sexual Perversity (2001) – opført på Entré Scenen
- American Buffalo (2002) – opført på Entré Scenen
- I morderens hoved (2002) – opført i offentlig beskyttelsesbunker i Graven, Aarhus
- True West (2003) – co-produceret med Entré Scenen
- Alt for dig (2003) – opført på Hotel Atlantic, Aarhus.
- Der Totmacher (2003) – co-produceret med Entré Scenen
- Jesus Hopped The A-train (2004) – co-produceret med teatret Svalegangen
- Efterladenskaber (2004) – co-produceret med teatret Svalegangen
- Ode til sodavandsautomat (2005) – co-produceret med teatret Svalegangen
- Så ligger man der (2006)- co-produceret med teatret Svalegangen
- Penetrator (2007) – co-produceret med teatret Svalegangen
- Bucuresti (2008) – co-produceret med teatret Svalegangen
- Glengarry Glen Ross (2009) – co-produceret med teatret Svalegangen
- Let Opklaring (2010) – co-produceret med Entré Scenen, genopsat i januar 2011 på Teater Grob
- Lovens Vogtere (2011) – co-produceret med Koreografisk Center Archauz, genopsat i maj 2012 på Teater Grob
- De frivillige (2012) – opført på Gellerupscenen, genopsat i september 2012 på Krudttønden

## Ekstern henvisning
- Von Baden, hjemmeside

|  | Denne artikel kan blive bedre, hvis der indsættes geografiske koordinater Denne artikel omhandler et emne, som har en geografisk lokation. Du kan hjælpe ved at indsætte koordinater i wikidata. |